# 富田町 (郡山市)
富田町（とみたまち）は福島県郡山市の行政区、および当行政区に属する大字の一つである。

## 行政区

### 概要
おおむね郡山市合併前の安積郡富田村のうち、1954年に喜久田村ではなく郡山市へ編入された区域である。旧富田村時代は安積疏水の灌漑による農業が地域経済を支えていた地域であった。
郡山市と合併後に国道49号が改築により富田町地区を通過するようになり、その後東北自動車道郡山ICが設けられた。さらに国道4号あさか野バイパスも富田町地区を通過するようになる。交通の要所である郡山市の道路交通における十字路がある地域といえよう。
合併前の旧郡山市域に隣接しているだけでなく、交通の要衝となったことにより、その後は郡山市街地へのベッドダウンとして人口が大幅に増え、土地区画整理事業などで複数の町丁が分離新設された。

### 歴史
- 1889年（明治22年）4月1日 - 町村制施行により、富田村が単独で村制施行し安積郡富田村が発足。[1][2]
- 1954年（昭和29年）11月1日 - 郡山市へ編入合併する。一部地域は喜久田村と編入合併をした。

#### 変遷表
| 富田村村域の変遷表 | 富田村村域の変遷表 | 富田村村域の変遷表 | 富田村村域の変遷表             | 富田村村域の変遷表    | 富田村村域の変遷表 | 富田村村域の変遷表 |
| 1868年 以前        | 1868年 以前        | 明治22年 4月1日    | 明治22年 - 昭和64年            | 明治22年 - 昭和64年   | 平成元年 - 現在    | 現在               |
| ------------------ | ------------------ | ------------------ | ------------------------------ | --------------------- | ------------------ | ------------------ |
|                    | 富田村             | 富田村             | 昭和29年11月1日 郡山市に編入   | 昭和40年5月1日 郡山市 | 郡山市             | 郡山市             |
|                    | 富田村             | 富田村             | 昭和29年11月1日 喜久田村に編入 | 昭和40年5月1日 郡山市 | 郡山市             | 郡山市             |

### 人口・世帯

#### 人口
総数 [単位： 人]
| 1889年（明治22年） | 1,468  |
| 1920年（大正 9年） | 2,173  |
| 1947年（昭和22年） | 4,403  |
| 2010年（平成22年） | 24,153 |
| 2015年（平成27年） | 25,914 |

#### 世帯
総数 [単位： 世帯]
| 1920年（大正 9年） | 375    |
| 1947年（昭和22年） | 799    |
| 2010年（平成22年） | 9,516  |
| 2015年（平成27年） | 10,901 |

### 所属地区
- 富田町
- 新屋敷
- 富田東
- 富田西
- 名郷田
- 備前舘
- 不動前
- 町東

※詳細な地理は各項目参照のこと。

### 行政

#### 県管轄の機関・施設
- 郡山北警察署 - 2001年（平成13年）郡山警察署より分離設立
  - 富田交番 - 嘗ては郡山警察署管轄の駐在所であった。
- 福島県養護教育センター - 福島県立郡山支援学校に隣接している。管轄は教育庁（県教育委員会）である。
- 福島県総合療育センター - 福島県養護教育センターと建物を共有している。管轄は保健福祉部である。

#### 市管轄の機関・施設
- 富田行政センター  - 郡山市役所本庁舎に最も近い（距離は約3kmほど）市の行政センター（出張所）である。なお、場所は旧富田村役場跡ではない。
- 郡山庭球場

### 交通

#### 鉄道
- 磐越西線 - 郡山富田駅

#### 路線バス
一般路線
- 福島交通により運行されている。

高速バス
下記の路線についてはコパル前・第六中学校のバス停から市外方向へ利用することが可能。
- 仙台 - 郡山線
- 福島 - 郡山線
- 会津若松 - 郡山 - いわき線
- 郡山 - 新潟線　コパル前バス停のみ停車

#### 道路
高速道路
- 東北自動車道：郡山IC - IC料金所住所は喜久田町となっているが、富田村が郡山市に編入合併する際に喜久田村へ編入した地域。IC敷地の半分は富田町。

一般国道
- 国道4号あさか野バイパス
- 国道49号

県道
- 福島県道142号河内郡山線
- 福島県道296号荒井郡山線

主要な市道
- 内環状線
- 郡山インター線

### 産業

#### 工業
- ふくしま医療機器開発支援センター（旧福島県農業試験場跡）
- 日本電産コパルの工場（子会社運営）が所在している。

#### 商業
- 上記交通に記述ある道路沿いにロードサイド店舗が数多く存在している。

### 教育
小学校
- 郡山市立富田小学校 - 旧富田村時代の1875年（明治8年）創立。
- 郡山市立富田東小学校 - 1982年（昭和57年）創立。
- 郡山市立富田西小学校 - 1993年（平成5年）創立。

中学校
- 郡山市立郡山第六中学校 - 旧富田村時代の1947年（昭和22年）富田村立富田中学校として創立。1954年（昭和29年）郡山市との合併時に現校名へ改称。かつては福島県内で有数の大規模中学校だった。
- 郡山市立富田中学校 - 1986年（昭和61年）創立。

高等学校
- 富田町地区には旧富田村時代より存在していない。

大学
- 奥羽大学（旧東北歯科大学） - 1972年（昭和47年）創立。

特別支援学校
- 福島県立郡山支援学校 - 東北自動車道の郡山IC至近に位置する。

各種学校
- 西部自動車学校 - 2000年（平成12年）に市内西の内から移転。

### 名所・旧跡・観光スポット・祭事・催事
- 富田親水広場（逢瀬川護岸）
- 大島自然ふれあい広場（逢瀬川護岸）
- うねめ温泉
- 音路太子堂 - 聖徳太子を祀るお堂、市指定重要文化財の石造層塔、石造塔婆や獅子舞など
- 日吉神社の代々神楽

#### 祭事
- 7月 音路太子堂祭礼、音路の獅子舞（毎年7月26日、27日、音路太子堂にて）

## 大字

### 地理
郡山市中西部の富田町行政区に属する。郵便番号は963-8041。もともとは富田町地区全域が当大字の範囲であったが、後の土地区画整理事業により町丁の分離新設が行われ、現在ではその残存部にあたる区域により構成されており、概ね逢瀬川北側の土地区画整理事業実施地区以北の区域と逢瀬川南側の区域との南北に分割されている。北側の区域では北で喜久田町、八山田西、富田東、東で富久山町久保田、南で桜木、並木、名郷田、備前舘、不動前、町東、富田西、中ノ目、西で片平町とそれぞれ隣接し、南側の区域では北で富田西、町東、新屋敷、備前舘、南東で並木、南で桑野、下亀田、原中、上亀田、亀田、希望ヶ丘、大槻町、西で片平町、うねめ町とそれぞれ隣接する。北部区域と更にその東側の奥羽大学周辺部の区域は間を富田東一・二丁目により東西に隔てられ、JR磐越西線の線路敷地が回廊上にそれぞれを結ぶように伸びている。全体的に住宅地が広がるが、郡山富田駅南側には福島県農業試験場跡地を中心とする市街化調整区域が存在し、農地が広がる。開成に所在する郡山警察署開成山交番（廻渕、上亀田、下亀田、中亀田、大徳南、下小次郎木、上西田）、町東に所在する郡山北警察署富田交番、および堂前町に所在する郡山消防署本署がそれぞれ管轄にあたる。

#### 河川
一級水系阿武隈川水系
- 逢瀬川
  - 亀田川
  - 馬場川

#### 主な字
字
- 下双又
- 満水田
- 石阿弥陀
- 豊年田
- 諏訪内
- 双又
- 久根下
- 木葉山
- 塩ノ草
- 丸山
- 鶴蒔田
- 西町下
- 町西

- 上鶴蒔田
- 上西田
- 大十内
- 墨染
- 菱内
- 向舘
- 愛宕前
- 町内
- 前川原
- 池向
- 上ノ台
- 上赤沼
- 坦ノ腰

- 久ノ内
- 下西田
- 弁天下
- 町東
- 後久保
- 上ノ内
- 猪鹿野久保
- 下赤沼
- 山前
- 行人田
- 北向
- 不動前
- 砂押

- 町田
- 稲川原
- 大島
- 大島前
- 若木下
- 向山
- 矢ノ根石
- 逆池下
- 音路
- 細田
- 十郎内
- 向作田
- 互山

- 十文字
- 町畑
- 権現林
- 天神林
- 寺久保
- 逆池北
- 大徳
- 舘南
- 西原

字表記の無い地区
- 日吉ヶ丘

### 世帯数と人口
2024年1月1日現在の世帯数と人口は以下の通りである。
| 大字   | 世帯数    | 人口     |
| ------ | --------- | -------- |
| 富田町 | 6,486世帯 | 14,323人 |

### 小・中学校の学区
市立小・中学校に通う場合、学区は以下の通りとなる。
| 番地 | 小学校               | 中学校                 |
| --- | -------------------- | ---------------------- |
| 大島、大島前、矢ノ根石、西原（1～11番地）、 若木下（38～81番地）、廻渕 | 郡山市立大島小学校   | 郡山市立郡山第五中学校 |
| 菱内、堰場向、若木下（1～37番地）、 西原（12～70番地、72番地）、向山、町畑、 墨染（1～6番地、8番地、13番地の2～62番地）、 下亀田、中亀田（15番地の2、16～17番地の2、 18～23番地の1、24番地の1～40番地） | 郡山市立大島小学校   | 郡山市立郡山第六中学校 |
| 大徳南（3番地の1～7・9、4番地の1～4、 6番地の2・3、7番地の6）、 下小次郎木、上亀田、 中亀田（1～15番地の1、15番地の3、 17番地の3、23番地の2） | 郡山市立桑野小学校   | 郡山市立郡山第六中学校 |
| 上西田、中西田、 大徳南（2番地の1～25、3番地の8・10～12、 4番地、4番地の5～6番地の1、 6番地の7～7番地の2、7番地の7～50番地の4） | 郡山市立小山田小学校 | 郡山市立郡山第六中学校 |
| 上鶴蒔田、大十内、 墨染（7番地、9番地～13番地の1）、 向舘、下西田、 十文字（65番地の1～68番地の2を除く）、 大徳、館南 | 郡山市立富田西小学校 | 郡山市立郡山第六中学校 |
| 十文字（65番地の1～68番地の2） | 郡山市立富田小学校   | 郡山市立郡山第六中学校 |
| 石阿弥陀、諏訪西、鍛冶田、諏訪内、双又、 池ノ上、久根下、木葉山、塩ノ草、丸山、 鶴巻田（61番地）、西町下、町西、愛宕前、 五斗蒔田、町内、前川原、池向、上ノ台、 上赤沼（1番地の1～28番地の2・6・7、 28番地の9～55番地）、下尾池、坦ノ腰、 弁天下、町東、後久保、上ノ内、下赤沼、 十郎内、向作田、互山、権現林                                   | 郡山市立富田小学校   | 郡山市立富田中学校     |
| 満水田、猪鹿野久保、山前、山前下、 行人田、北向、後古川、名郷田、不動前、 砂押、備前舘、町田、若宮前、稲川原、 雁沢、細田、天神林、寺久保、日吉ケ丘、 上赤沼（28番地の3～5・8）、 音路（1～5・17番地、76番地の1・6～21、 78番地の1～80番地の1、 82番地の1・3・4・17～26、 83番地～88番地の1、 88番地の3～6・10・11・17、 90番地の1・6～92番地） | 郡山市立富田東小学校 | 郡山市立富田中学校     |
| 豊年田、鶴蒔田（61番地を除く）、 | 郡山市立富田西小学校 | 郡山市立富田中学校     |
| 下双又、三角堂、逆池下、 音路（76番地の2、77番地の1、 88番地の2・7～9、90番地の2～4） | 郡山市立行徳小学校   | 郡山市立行健中学校     |

### 交通

#### 鉄道
JR
- 磐越西線
  - 郡山富田駅

#### 道路
- 東北自動車道
  - 郡山インターチェンジ - 料金所所在地は喜久田町となっているが、料金所建屋や一般道接続ランプ部が当域内に所在。
- 国道4号あさか野バイパス
- 国道49号
- 福島県道142号河内郡山線（うねめ通り）
- 福島県道296号荒井郡山線（安積街道・会津街道）
- 一級市道36号伊賀河原西柳作線（郡山インター線）
- 一級市道69号静町大徳南線（コスモス通り）

### 施設
- 奥羽大学
  - 奥羽大学歯学部附属病院
- 郡山市立郡山第六中学校
- 郡山市立富田中学校
- 郡山市立富田東小学校
- 郡山市立富田西小学校
- 福島県立郡山支援学校
  - 福島県養護教育センター
  - 福島県総合療育センター
- ふくしま医療機器開発支援センター
- 富田西地域公民館
- 西部自動車学校
- ダイユーエイト 郡山インター店
- メヒコ 郡山フラミンゴ館
- 福島日産自動車 郡山富田店
- うねめ温泉
- ホテルシーラックパル 郡山
- 富田親水広場
- 大島自然ふれあい広場
- 下亀田公園
- 東福寺
- 西光寺
- 日吉神社